# Gare de Puidoux
La gare de Puidoux (Puidoux-Chexbres jusque mi-décembre 2018) est une gare ferroviaire située sur le territoire de la commune suisse de Puidoux, dans le canton de Vaud.

## Situation ferroviaire
La gare de Puidoux est située au point kilométrique 12,16 de la ligne Lausanne – Berne et au point kilométrique 7,8 de la ligne Vevey – Puidoux-Chexbres.
Elle se situe à environ deux kilomètres au sud-est du centre-ville de Puidoux, à proximité de Chexbres en sortant par l'est de la gare.
Elle dispose de deux quais, dont un latéral et un central. En sortie sud de la gare, en direction de Vevey, se situe un embranchement vers une usine.

## Histoire
La gare de Puidoux a été inaugurée en 1862 avec la mise en service du tronçon Lausanne - Fribourg de la ligne Lausanne – Berne,. Elle s'appelait alors Chexbres. En 1904, la gare s'est transformée en tête de la ligne Vevey – Puidoux-Chexbres; A cette occasion, pour éviter toute confusion avec la nouvelle gare de Chexbres-Village, le nom de la gare est remplacé par Chexbres-Puidoux. Le 30 septembre 1905 voit la mise en service :
1. de la double voie entre Grandvaux et Puidoux-Chexbres ;
2. et de l'appareil d'enclenchement de mécanique de type "Bruchsal G" qui restera en service - moyennant diverses transformations - jusqu'au 1er juin 1997. Il était à cette date de dernier représentant de ce type en Suisse romande. La dernière installation mécanique encore en service en Suisse est celle de la gare de triage de Bienne, composée de 6 enclenchements (Jüdel et Bruchsal J datant de 1916 pour le poste I à 1956 pour le poste 4[5]).

Le 1er juin 1997, un pupitre géographique à touches de type Integra Domino 67 est mis en service, avec itinéraires de manœuvres enclenchés, enregistrement des itinéraires trains et manœuvres et possibilité de télécommande depuis Lausanne,.

## Service des voyageurs

### Accueil
Gare des CFF, elle est dotée d'un bâtiment voyageurs et d'un abri sous lequel se situe un guichet de vente de titres de transports

### Desserte
La gare fait partie du réseau RER Vaud, assurant des liaisons rapides à fréquence élevée dans l'ensemble du canton de Vaud. Puidoux est desservie chaque heure par les lignes S5 et S6 qui relient toutes deux Allaman à Palézieux ainsi que par la ligne S7 reliant Puidoux à Vevey et la ligne S9 circulant entre Lausanne et Chiètres. Certaines relations de la ligne S6 sont prolongés plusieurs fois par jour du lundi au vendredi jusqu'à Romont tandis que la desserte des deux lignes varie suivant les tronçons,.

### Intermodalité
La gare de Puidoux-Chexbres est desservie plusieurs fois par jour par la ligne interurbaine 382 exploitée par CarPostal reliant Cully à Palézieux, aussi appelée « ligne de Lavaux ».